# Lepturus pilgerianus
Lepturus pilgerianus là một loài thực vật có hoa trong họ Hòa thảo. Loài này được I.Hansen & Potztal mô tả khoa học đầu tiên năm 1954.